# 콘라트 2세 (신성 로마 황제)
콘라트 2세 (990년경– 1039년 6월 4일)는 1024년부터 독일의 왕으로 선출되었고 1027년부터는 신성 로마 제국 황제와 이탈리아 왕이고, 1032년부터는 아를 왕이었다. 잘리어 왕가의 시조이다. 작센 왕가의 바이에른의 하인리히 2세에게 아들이 없었으므로, 모계로 오토 1세의 혈통인 그가 왕위를 승계했다. 프랑크인의 왕이라는 칭호를 마지막으로 사용한 군주이기도 하다.
오토 1세의 딸 리우르가르트와 프랑켄 가문 출신 콘라트 적왕의 증손으로, 케른텐 공작과 슈파이어 백작을 상속받은 잘리어 가에서 태어났으나 그의 아버지 하인리히는 케른텐 공작직 계승권을 박탈당했고 콘라트는 불우한 유년기를 보내야 했다. 계승권은 콘라트의 삼촌인 콘라트가 가져갔고, 삼촌 콘라트가 죽은 뒤에는 그의 사위인 아달베르토가 4년간 케른텐 공작직을 맡은 뒤, 콘라트의 아들이자 콘라트 2세의 사촌인 공작 콘라트 2세가 상속받았다. 사촌동생 콘라트 2세는 콘라트가 황제가 된 뒤, 귀족들을 선동하여 황제 콘라트에게 수시로 저항하여 말썽을 빚었다. 또다른 친삼촌은 교황 그레고리오 5세였다.
992년 무렵 아버지 하인리히가 죽자 어머니 메츠의 아델하이트는 로쉬 및 풀다 수도원장 로덴가우의 포포 5세와 재혼했다. 콘라트와 누이 유디트(989 ~ 1034년 4월 30일)는 이후 그는 숙부 교황 그레고리오 5세에 의해 양육되었다. 1024년 9월 8일 독일의 군주로 즉위하면서 그는 프랑크 족의 왕을 선언하였다. 프랑크의 국왕으로 선언한 것은 콘라트 2세가 마지막이었으며, 황제로 즉위한 뒤 1028년 4월 14일 아들 하인리히를 아헨에서 즉위시킬 때는 로마인의 왕으로 선언하였다. 1039년 6월 4일에는 하인리히 3세를 이탈리아의 왕으로 봉하여 사실상의 공동 통치자로 확립했다.
그는 브론스위크 백작 브루노 1세와 슈바벤 공작 에른스트 1세의 과부였던 슈바벤의 기셀라와 결혼하였으나, 교황청측에서는 근친 결혼이라는 이유로 인정해주지 않았다.
콘라트는 오토 1세의 딸 리우트가르트의 증손자인데, 슈바벤의 기셀라는 리우트가르트의 남동생 리우돌프의 4대손이 된다. 슈바벤의 기셀라는 아득하게나마 대머리 카를과 오토 1세의 후손도 된다. 외외증조모 게르트루데의 친정아버지, 그의 외외고조부인 프리기아 후작 리우돌프는 콘라트 2세의 황후 슈바벤의 기셀라가 브론스위크 백작 브루노와의 첫 결혼으로 얻은 아들이었다. 슈바벤의 기셀라는 할머니가 오토 1세의 아들 리우돌프의 딸이었고, 외할머니는 루이 4세의 딸 프랑크의 마틸다였다. 루이 4세는 대머리 카를의 증손자가 된다.

## 가계
• 부왕 : 하인리히 - 슈파이어 백작
• 생모 : 아델라이데
• 부인 : 기젤라(989/990-1043)
• 1남 : 하인리히 3세 (신성 로마 황제)
• 1녀 : 마틸데 폰 프랑켄(1027-1034) - 요절

• 2녀 : 베아트릭스(1030-1036) - 요절
| 전임 하인리히 2세 | 독일 왕(1024-39) 신성로마황제 1027년 - 1039년 | 후임 하인리히 3세 |

| 전임 빌헬름 5세 | 이탈리아 왕 1026년 - 1039년 | 후임 하인리히 3세 |

| 전임 루돌프 3세 | 부르고뉴와 아를 국왕 1032년 - 1039년 | 후임 하인리히 1세 |